# Californiulus chamberlini
Californiulus chamberlini är en mångfotingart som först beskrevs av Henri W. Brölemann 1922.  Californiulus chamberlini ingår i släktet Californiulus och familjen Paeromopodidae. Inga underarter finns listade i Catalogue of Life.